# Dorian Gray dans le miroir de la presse à sensation
Pour plus de détails, voir Fiche technique et Distribution.
Dorian Gray dans le miroir de la presse à sensation (Dorian Gray im Spiegel der Boulevardpresse) est un film allemand de comédie réalisé par Ulrike Ottinger, sorti en 1984.

## Synopsis
Une magnat de la presse, Dr. Mabuse, crée un personnage artificiel, Dorian Gray, dans le but de créer un scandale médiatique. Lors de ses voyages, Dorian Gray prend toujours soin de faire la une.

## Fiche technique
- Titre : Dorian Gray dans le miroir de la presse à sensation
- Titre original : Dorian Gray im Spiegel der Boulevardpresse
- Réalisation : Ulrike Ottinger
- Scénario : Ulrike Ottinger, d'après Le Portrait de Dorian Gray d'Oscar Wilde
- Photographie : Ulrike Ottinger
- Musique : Peer Raben
- Montage : Eva Schlensag
- Costumes : Gisela Storch
- Production : Sender Freies Berlin (SFB) et Ulrike Ottinger Filmproduktion
- Pays d’origine :  Allemagne de l'Ouest
- Langue : allemand
- Durée : 152 min
- Date de sortie :
  - Allemagne de l'Ouest : 18 février 1984 (Berlinale)

## Distribution
- Veruschka : Dorian Gray / Don Luis de la Cerda / l'infante d'Espagne
- Delphine Seyrig : Dr. Mabuse / le grand inquisiteur de Séville
- Tabea Blumenschein : Andamana
- Irm Hermann : Passat, l'assistante / une déesse du destin
- Magdalena Montezuma : Golem, l'assistante / une déesse du destin
- Toyo Tanaka : Hollywood, domestique chinois
- Barbara Valentin : Susy, l'assistante / une déesse du destin
- Luc Alexander : le dominicain / Signore Romano l'Osservatore Conservatore
- Hanno Jochimsen : Herr von Welt
- Fritz Ewert : Mr. Charles Chronicle
- Joachim von Ulmann : Alexander Baron von Regenbogen
- Horst Benzrath : Mr. Standard Telegraph
- Victor Dzidzonou : Sahib Vao-Vao Africasia
- Roderick Castillo : Señor José Fernando Correo
- Robbie Darsono : Mr. Eastman Yu-Kang Fudji
- Don Grant : Monsieur Pago-Pago Express
- Ting-I Li : Mario Scandalo
- Claus-Dietrich Streuber : Herr Azet-Tzet
- Jonatan Briel : Dr. Spiegelwelt